# Automobiles Élan
Die Société Automobiles Élan war ein französischer Hersteller von Automobilen.

## Unternehmensgeschichte
Das Unternehmen aus Paris begann 1898 oder 1899 mit der Produktion von Automobilen. Der Markenname lautete Élan. Ateliers Germain aus Belgien war Lizenznehmer. 1900 endete die Produktion.

## Fahrzeuge
Ein Modell war mit einem luftgekühlten Einzylindermotor von De Dion-Bouton mit 3 PS Leistung und Kettenantrieb ausgestattet. Die Karosserien dieser Zweisitzer entstanden bei Carrosserie Kellner. Ein späteres Modell mit zwei dieser Motoren, die jeweils ein Hinterrad antrieben, blieb ein Prototyp.